# Holzbuntkäfer
Der Holzbuntkäfer (auch Buchen-Buntkäfer, Laubholz-Buntkäfer) (Tillus elongatus) ist ein Käfer aus der Familie der Buntkäfer. Obwohl das Tier bis zu einem Zentimeter lang wird, bekommt man es selten zu Gesicht, da es meist im Holz verborgen lebt. Die Männchen sind anders gefärbt als die Weibchen.
Die Art steht in verschiedenen Ländern unter Naturschutz, in Deutschland war sie unter Kategorie 3 (gefährdet) geführt, gilt jedoch mittlerweile als ungefährdet.

## Bemerkungen zum Namen und zur Systematik
Die Art wurde erstmals 1758 in der berühmten 10. Auflage von Linnés Systema naturae in der Gattung Chrysomela unter der Nummer 78 als Chrysomela elongata aufgeführt und als Chrysomela elongata atra, thorace rubro subvilloso (lat. gestreckte schwarze Chrysomela, rote Brust mäßig behaart) beschrieben. Dies erklärt den Artnamen elongata. Nachdem die Art von Fabricius zur Gattung Lagria gestellt worden war, stellte Olivier sie 1790 in die Gattung Tillus. Diese ist in Europa mit fünf Arten vertreten. Olivier bemerkt dazu: Nous avons donné à ce genre le nom de Tillus, du nom de grec τιλλω, qui signifie épiler, pincer, mordre. Notre principal but, en nommant ainsi ce nouveau genre, est moins de caractériser les habitudes des insectes qui le composent, que de les désigner sous un nom étranger et qui leur soit propre (fr. Wir haben der Gattung den Namen Tillus nach dem griechischen tillo gegeben, was nagen, zwicken, beißen bedeutet. Dabei war unser Hauptziel in der Namensgebung der neuen Gattung weniger, die Eigenschaften der Arten, die dazugehören, zu charakterisieren, sondern ihnen einen neuen und eigenen Namen zu geben). Olivier begründet anschließend anhand anatomischer Merkmale, dass der Holzbuntkäfer weder zu den Blattkäfern (Chrysomelidae) noch zu den Wollkäfern (Lagriinae) gehören kann.

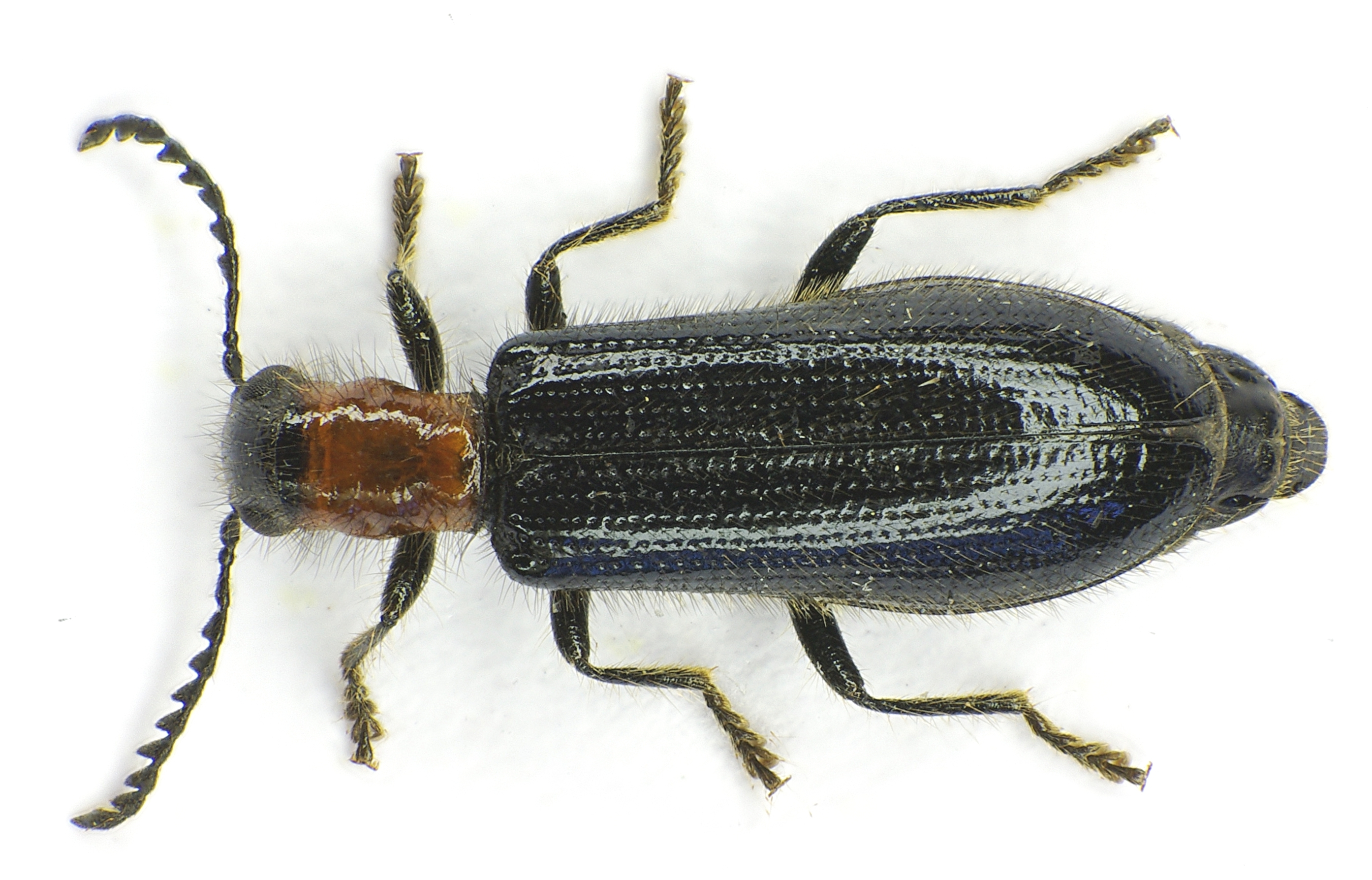
Abb. 0: Weibchen

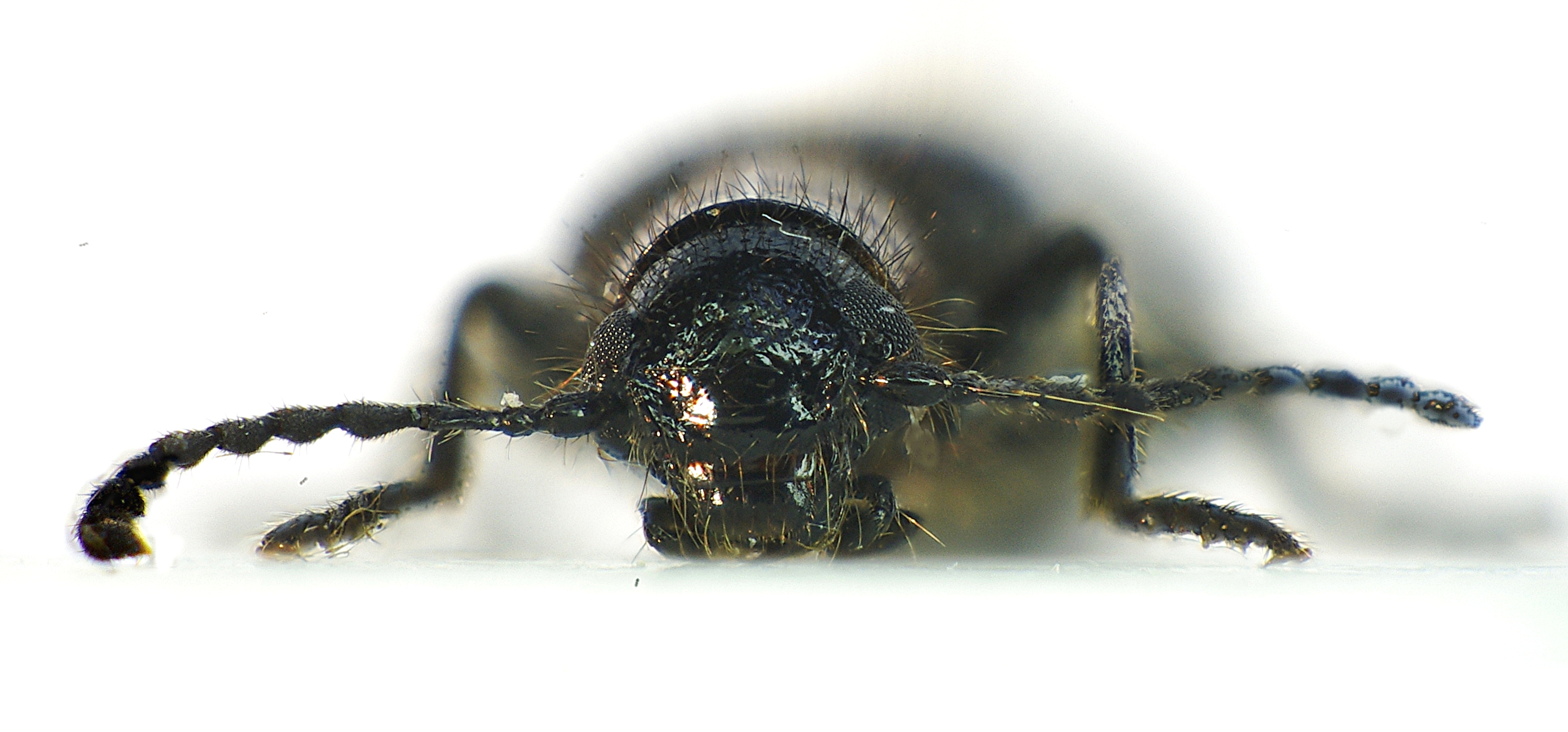
Abb. 1: Kopf von vorn

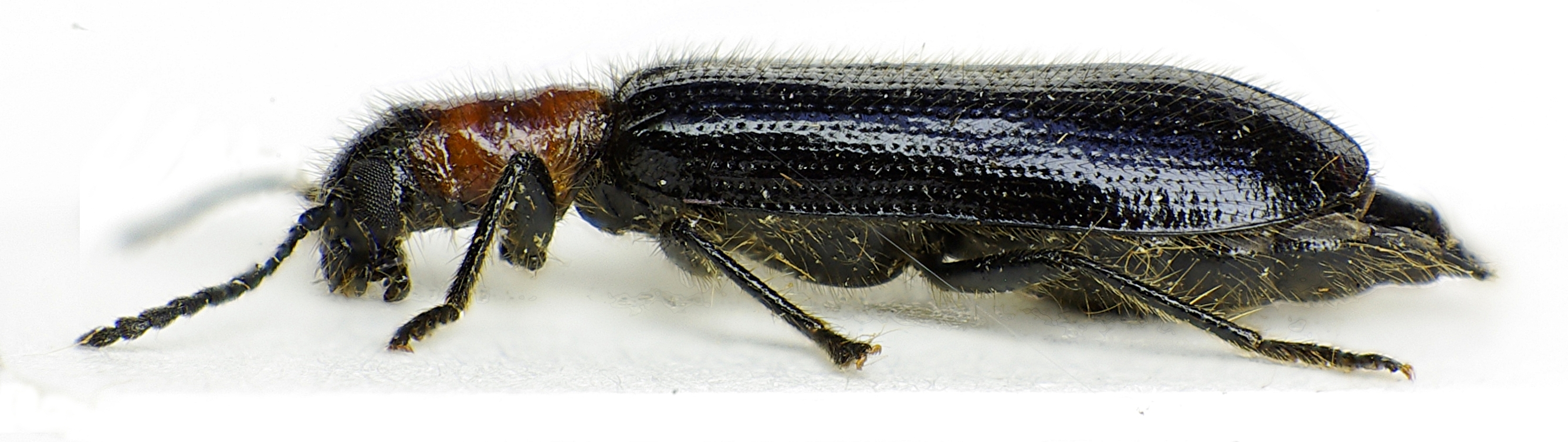
Abb. 2: Seitenansicht

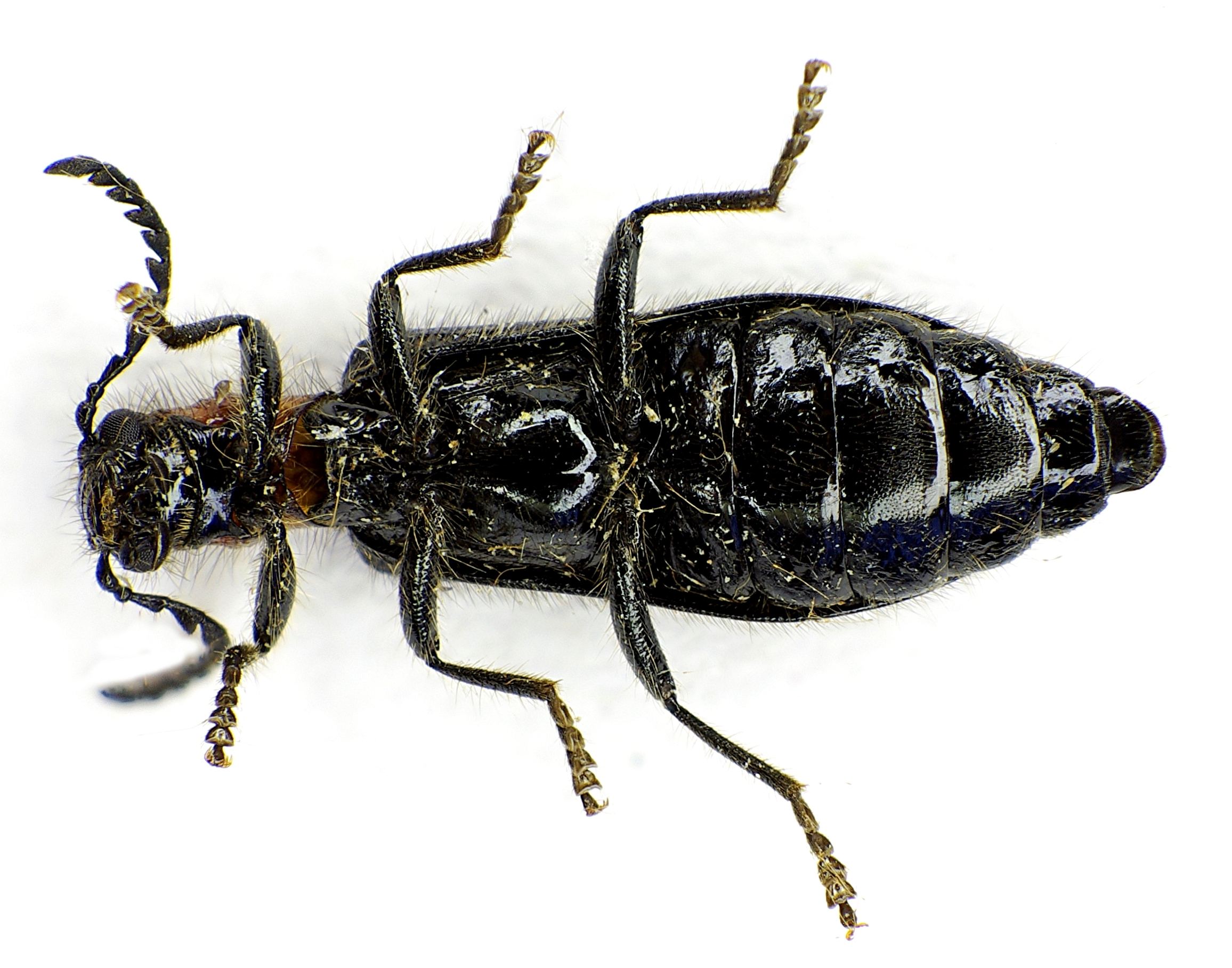
Abb. 3: Unterseite

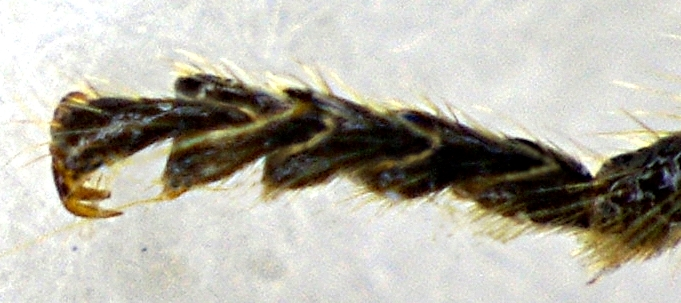
Abb. 4: Tarsus des Hinterbeins, von oben betrachtet

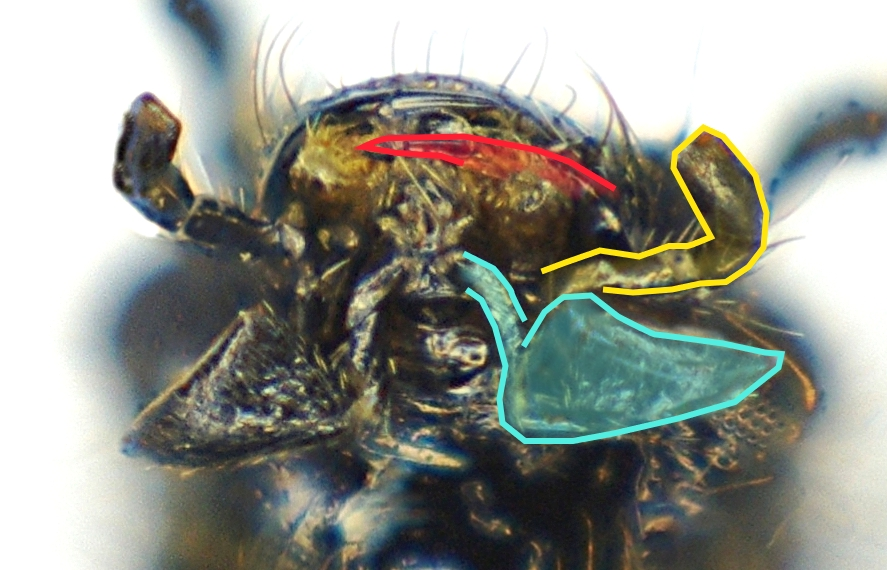
Abb. 5: Kopf von unten, rechts teilweise koloriert
rot: Oberkiefer, ocker:Kiefertaster, blau:Lippentaster

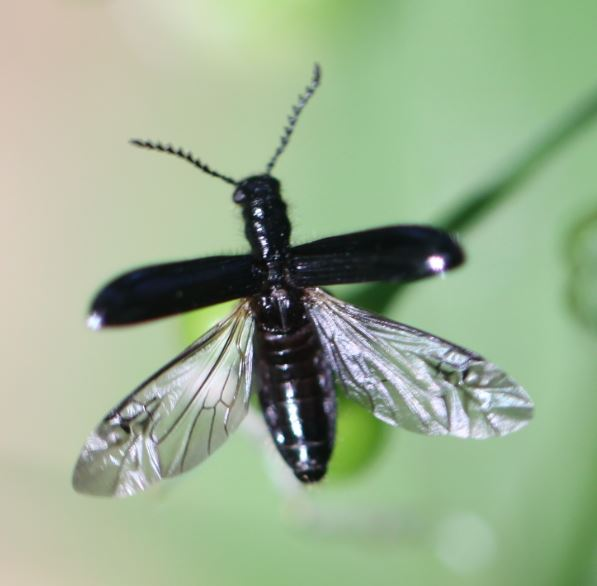
Männlicher Käfer beim Abflug

## Körperbau des Käfers
Der Holzbuntkäfer erreicht eine Länge von sieben bis zehn Millimetern. Der Körper ist vor allem beim Männchen lang und walzenförmig. Im Gegensatz zu den meisten Buntkäfern ist der Holzbuntkäfer schlicht gefärbt. Das Männchen ist einheitlich schwarz (Bild unter Weblinks), das Weibchen dagegen hat einen rötlich braunen Halsschild und bläulich schwarze Flügeldecken (Taxobild). In Ausnahmefällen kann beim Männchen auch die Basis des Halsschilds ganz oder teilweise rot sein. Die Flügeldecken sind bei den Weibchen weniger parallel als bei den Männchen. Die Oberseite ist bei beiden Geschlechtern lang und schräg abstehend behaart, die Haare sind rau und schwarz. Halsschild und Flügeldecken können weiße querliegende Flecken haben.
Der Kopf ist etwas breiter als der Halsschild. Die Mundwerkzeuge zeigen nach unten. Der Oberkiefer (Abb. 5, rechts rot) ist an der Spitze zweizähnig. Die dreigliedrigen Lippentaster (Abb. 5, rechts blau) sind mächtiger als die Kiefertaster (Abb. 5, rechts ocker). Das Endglied letzterer ist beil- bis schaufelartig verbreitert, das Endglied der Lippentaster ist gestreckt und allmählich zugespitzt. Die runden Augen sind dem Halsschild genähert. Die kräftigen Fühler sind ab dem dritten Glied nach innen gesägt, das zweite Fühlerglied ist klein und rundlich.
Der Halsschild ist deutlich schmäler als die Flügeldecken. Er ist walzenförmig verrundet und seitlich nicht gerandet.
Die Flügeldecken können die letzten Hinterleibssegmente unbedeckt lassen. Sie sind mit einfachen fast bis zur Spitze reichenden Punktreihen besetzt.
Die Vorderhüften sind einander genähert und zapfenförmig vorspringend (Abb. 3). Die Vorderhüfthöhlen sind hinten offen, aber innen geschlossen. Die Hinterhüften sind nicht zur teilweisen Aufnahme der Schenkel ausgebuchtet. Sie sind niveaugleich zum ersten Hinterleibssternit. Der Hinterleib weist 6 sichtbare Bauchplatten auf. Die Tarsen sind alle deutlich fünfgliedrig (Abb. 4). Das erste Tarsenglied ist unten sohlenartig verlängert, alle Tarsenglieder außer dem fünften sind mehr oder weniger tütenartig ausgeschnitten und umschließen die Basis des folgenden Tarsenglieds teilweise. Die Krallen tragen große Zähne, so dass sie gespalten aussehen (Abb. 4, links).

## Lebensweise
Die wärmeliebende Art kommt in alten Laub- und Mischwäldern sowie in Parks vor. Man findet sie meist an den Waldrändern oder auf Kahlschlägen auf sonnenexponiert lagernden Stämmen von Harthölzern mit Insektenbefall. Außerdem sind sie auf blühendem Gebüsch und auf blühenden Linden zu finden.
Die Weibchen besitzen einen gut ausgebildeten Legeapparat. Damit legen sie die Eier in Holzritzen oder in die Ausschlupflöcher anderer im Holz lebenden Insekten. Die länglichen Larven jagen im Holz lebende Insektenlarven, vor allem die Larven der Nagekäfer. Mit den Klauen und mit zwei Chitinhaken am Körperende kann sich die Larve auch in mit Bohrmehl verstopften Larvengängen vorarbeiten. Häufig wird dabei Bohrmehl aus den Gängen ausgeworfen. Mit den Mundwerkzeugen kann sich die Larve auch in benachbarte Gänge durchbeißen, wenn die Wände dazwischen dünn sind. Nachts können die Larven das Gängesystem verlassen und auf der Holzoberfläche zu einem entfernten Ausschlupfloch kriechen. Auf diese Weise erschließen sie sich neue Gangsysteme. Vor der Verpuppung werden blind endende Bohrgänge erweitert und als Puppenwiege ausgebaut. Die adulten Tiere findet man im Mai und Juni, vorzugsweise Weibchen und am ehesten nachts an alten Laubbäumen.

## Verbreitung
Die Art ist in Europa weit verbreitet, auch wenn aus manchen Ländern keine Funddaten vorliegen. In Osteuropa ist ihr Vorkommen ungewiss.